# Municipio Donato Guerra
Koordinaten: 19° 19′ N, 100° 8′ W
Donato Guerra ist ein Municipio im mexikanischen Bundesstaat México. Die Gemeinde hatte im Jahr 2010 33.455 Einwohner, ihre Fläche beträgt 193,6 km².
Verwaltungssitz des Municipios ist das Dorf Villa Donato Guerra mit 980 Einwohnern, als localidades estratégicas gelten hingegen San Agustín de las Palmas, San Antonio de la Laguna und San Juan Xoconusco. Größter Ort des Municipios ist San Simón de la Laguna mit 4.996 Einwohnern.

## Geographie
Donato Guerra befindet sich im Westen des Bundesstaats México an der Sierra Mil Cumbres.
Das Municipio Donato Guerra grenzt an die Municipios Amanalco, Villa de Allende, Valle de Bravo und Ixtapan del Oro sowie an den Bundesstaat Michoacán.